# Francesco Alidosi

Kardinal Francesco Alidosi (zeitgenössisches Gemälde von Raffael)

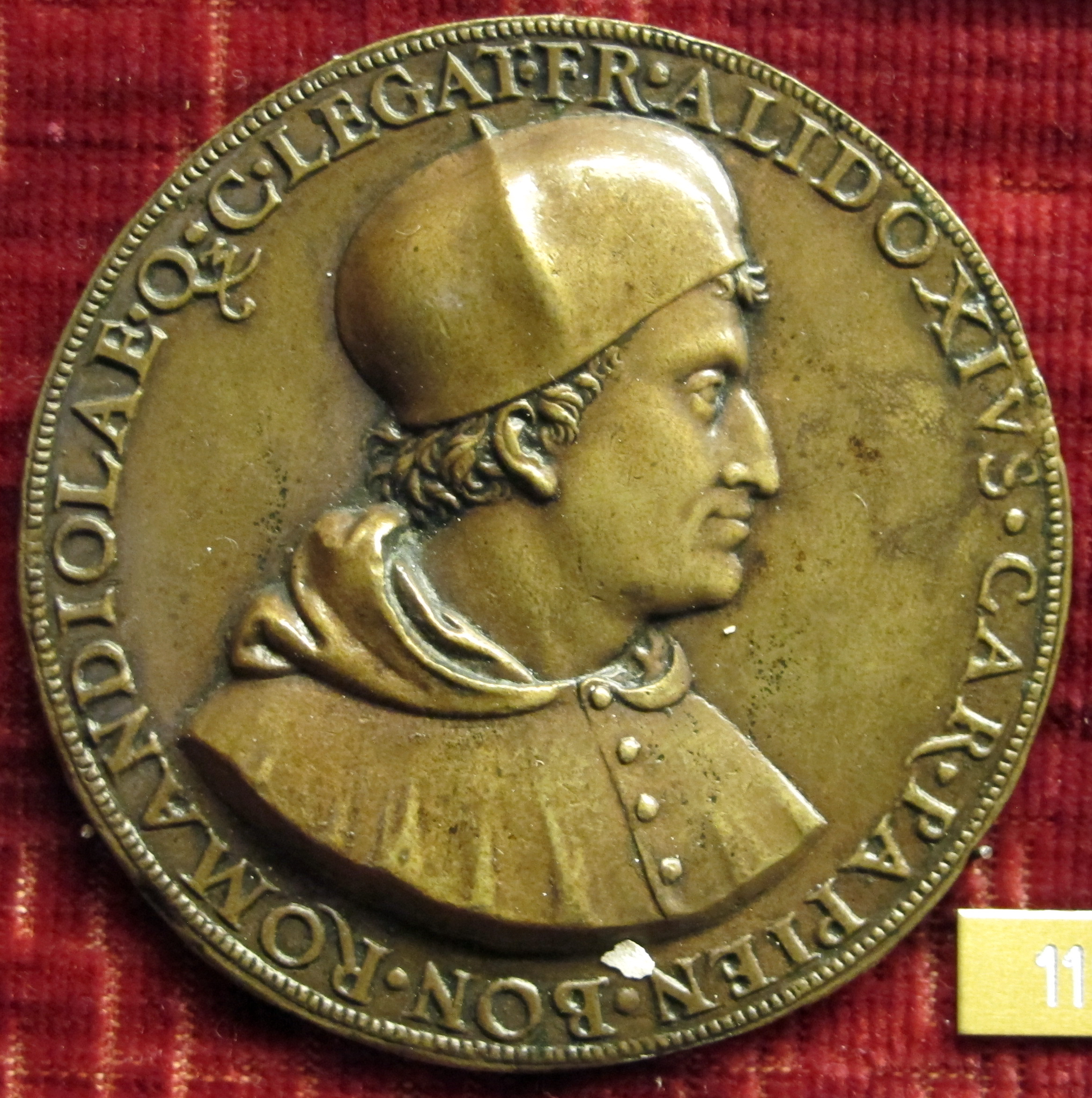
Medaille mit Bildnis des Kardinals Francesco Alidosi

Francesco Alidosi (* um 1455 in Castel del Rio bei Imola; † 24. Mai 1511 in Ravenna) war ein Kardinal der römisch-katholischen Kirche. Er gehörte zur römischen Kurie und war zudem Bischof von Pavia.

## Leben
Nach dem Studium der Theologie in Bologna kam er an den Hof Sixtus’ IV., der ihn zum scriptor apostolicus ernannte. Er schloss Freundschaft mit Giuliano della Rovere, dem Nepoten des Papstes. Während dieser nach der Wahl seines alten Rivalen Alexander VI. Rom verlassen musste, blieb Alidosi am Hof des neuen Papstes, der versuchte, ihn als Mörder Della Roveres zu dingen. Alidosi warnte seinen Freund und schloss sich ihm im Exil in Frankreich an. Nach der Rückkehr 1503 und der Wahl Della Roveres zum Papst Julius II. ernannte er Alidosi zum Geheimen Kammerherren, dann zum Apostolischen Protonotar. Anfang 1504 folgte die Ernennung zum päpstlichen Kämmerer. Am 7. März 1504 wurde Alidosi Bischof von Mileto, folgte aber bereits am 30. Mai 1505 Ascanio Sforza auf dem Bischofsstuhl von Pavia nach. Während seines zweiten Konsistoriums erhob ihn Julius II. trotz erheblicher Widerstände des Kardinalskollegiums im Konsistorium vom Dezember 1505 ins Kardinalat mit der Titelkirche Santi Nereo ed Achilleo, später übertrug er ihm die Titelkirche Santa Cecilia in Trastevere.
Alidosi war einer der engsten Ratgeber des Papstes. Seine erheblichen Einkünfte ermöglichten ihm die Förderung von Künstlern und Schriftstellern, darunter Michelangelo und Bramante, den er einen Entwurf für den Palast der Familie in Castel del Rio anfertigen ließ. Erasmus war sein Gast auf der Italienreise 1507. Von 1507 bis 1511 amtierte Alidosi als Bischof von León.
1508 ernannte ihn der Papst zum Legaten in Bologna, wo er die antipäpstliche Bewegung mit harten Maßnahmen bekämpfte. Zugleich betrieb er Vorbereitungen für den Krieg gegen Venedig, der 1509 ausbrach. Mehrmals rief ihn der Papst zu Konsultationen nach Rom. Die Beschwerden gegen die Regierungsführung in Bologna, die die Stadt durch Alberto Albergati dem Papst überbringen ließen, wurden von Julius II. zurückgewiesen. Im Oktober 1510 wurde Alidosi zum Bischof von Bologna ernannt, wegen der Feindschaft des päpstlichen Heerführers Francesco Maria della Rovere jedoch von der Funktion des Legaten beim Feldzug gegen die Franzosen entbunden. Als die kämpfenden Heere sich dem Gebiet von Bologna näherten, verließ Alidosi die Stadt, nachdem die Bürger sich weigerten, die von ihm angeworbenen Söldnern in die Stadt zu lassen. Der Herzog von Urbino erlitt vor Bologna schwere Verluste. Herzog und Kardinal wandten sich nach Ravenna, wo Julius II. residierte. Da der Papst zwar die Entschuldigungen des Kardinals akzeptierte, nicht aber die des Herzogs, ermordete Della Rovere den Kardinal am 24. Mai 1511 auf offener Straße in Ravenna.
Ein Raffael zugeschriebenes Porträt des Kardinals befindet sich im Prado in Madrid.